# Битка код Сармина
Битка код Сармина одиграла се 14. септембра 1115. године између крсташке војске грофовије Едесе и кнежевине Антиохије са једне и Селџучког царства са друге стране. Битка је део крсташких ратова и завршена је победом хришћана.

## Увод
Бурсук ибн Бурсук Хамадана је покренуо поход на хришћане по наређењу султана Мухамеда I који је захтевао да се стално покреће џихад против крсташких држава. Земљотрес који је 1114. године погодио кнежевину Антиохију додатно је ослабио крсташку државу која је била изложена нападу. Руђер од Салерна је морао поправљати оштећене тврђаве на источној граници. Тамо је дознао за поход који спремају Турци.
Настојећи да стекне предност, Руђер је на селџучку територију послао бројне шпијуне. Искористивши традиционалне турске међусобне сукобе, Руђер је на своју страну привукао Ил Газија, Тугтигина и евнуха Лалу. Истовремено је потражио помоћ од јерусалимског краља Балдуина који се одазвао позиву и стигао у Антиохију са контингентом војске.

## Битка
Када је Бурсук стигао у близину града Шазара и сазнао да је крсташка војска готово једнака његовој, одлучио се повући без борбе. То су хришћани схватили као завршетак похода, па су се вратили кућама. Међутим, када је сазнао за повлачење крсташа, Бурсук је поново покренуо поход. До битке је дошло код места Тел Данит, у близини Сармина. Крсташи су однели велику победу и освојили турски логор. Након ове победе за дуже време је отклоњена опасност од Турака по Анадолију.
Победа у овој бици донела је Руђеру од Салерна огромну славу какву до тада нико од крсташких вођа није имао. Једино ће касније Ричард Лавље Срце, енглески краљ моћи да му се приближи. Код места Тел Данит ће се неколико година касније одиграти још једна битка у којој ће победу поново однети крсташи.